# Backemoor

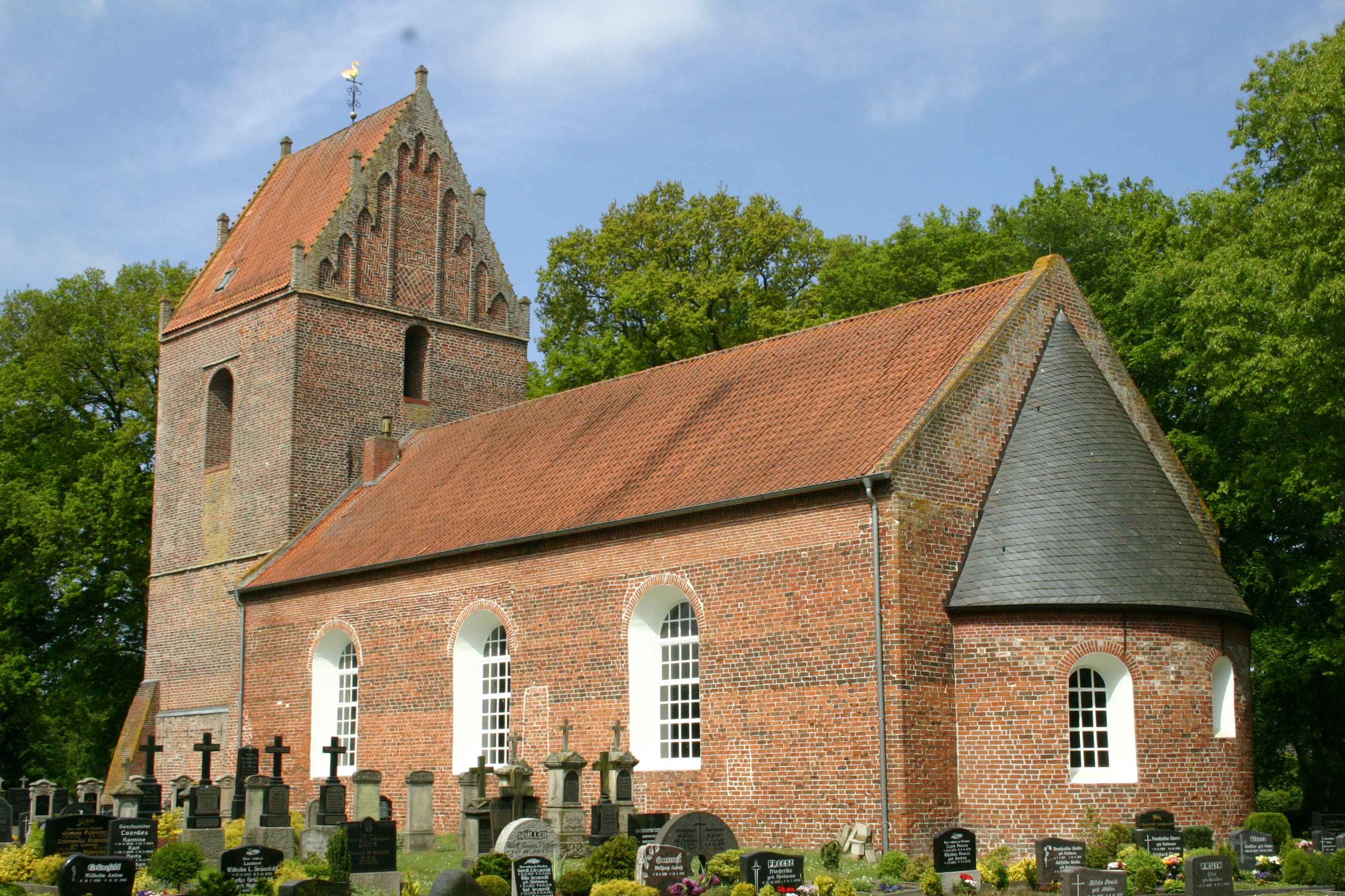
St.-Vincenz-und-St.-Laurentius-Kirche

Backemoor ist ein Ortsteil der Gemeinde Rhauderfehn im Landkreis Leer in Ostfriesland.

## Geschichte
Backemoor ist ein altes Geestdorf. Erstmals urkundlich erwähnt wurde es im Jahr 1409 als Bakemoore. Um 1436 wurde es Boecmora genannt.
Die Kirche St. Laurentius und St. Vincenz wurde gegen Ende des 13. Jahrhunderts erbaut. Im 16. Jahrhundert wurde sie als Wehrkirche ausgebaut, darauf weist der aus dem gleichen Jahrhundert stammende Westturm mit seinen Schießscharten hin. Auch soll die Kirche früher mit Wall und Graben umgeben gewesen sein.
Südlich der Kirche soll einst eine Burg gestanden haben, deren Bauherr Albert von Bakemoor sein soll. Dieser war um 1534 Burgkommandant auf der Stammburg der Cirksenas in Greetsiel.
Am 1. Januar 1973 wurde Backemoor in die neue Gemeinde Rhauderfehn eingegliedert.

## Religionen
Die evangelisch-lutherische Kirchengemeinde Backemoor wurde am 1. Juni 2012 mit der evangelisch-lutherischen Sebastians-und-Vincenz-Kirchengemeinde Breinermoor in Westoverledingen zur Evangelisch-lutherischen Vincenz-Kirchengemeinde Backemoor-Breinermoor in Rhauderfehn vereinigt.